# Nate Johnson (basket-ball, 1998)
Pour les articles homonymes, voir Nate et Johnson.
Ne doit pas être confondu avec Nate Johnson (basket-ball, 1977) ou Nate Johnson (basket-ball, 1979).
Nate Johnson, né le 25 avril 1998 à Hollywood, en Floride, est un joueur américain de basket-ball évoluant au poste d'arrière.

## Biographie

### Carrière universitaire
Entre 2016 et 2020, il joue pour les Runnin' Bulldogs de Gardner-Webb à l'université Gardner-Webb.
Entre 2020 et 2022, il joue pour les Musketeers de Xavier à l'université Xavier.

### Carrière professionnelle

#### CSM ABC Athletic Constanța (2022-2023)
Le 23 juin 2022, automatiquement éligible à la draft 2022 de la NBA, il n'est pas sélectionné.
Le 1er août 2022, il signe avec l'équipe roumaine du CSM ABC Athletic Constanța (en).

#### Saint-Quentin Basket-Ball (depuis 2023)
Le 14 juillet 2023, il signe avec l'équipe française du Saint-Quentin Basket-Ball.

## Statistiques

### Universitaires
Les statistiques de Nate Johnson en matchs universitaires sont les suivantes :
| Saison    | Équipe       | Matchs | Titul. | Min./m | % Tir | % 3pts | % LF | Rbds/m. | Pass/m. | Int/m. | Ctr/m. | Pts/m. |
| --------- | ------------ | ------ | ------ | ------ | ----- | ------ | ---- | ------- | ------- | ------ | ------ | ------ |
| 2016-2017 | Gardner-Webb | 1      | 0      | 0,0    | 0,0   | 0,0    | 0,0  | 1,00    | 0,00    | 0,00   | 0,00   | 0,00   |
| 2017-2018 | Gardner-Webb | 12     | 0      | 11,3   | 33,3  | 17,6   | 50,0 | 1,33    | 1,25    | 0,50   | 0,42   | 3,75   |
| 2018-2019 | Gardner-Webb | 35     | 35     | 30,9   | 45,7  | 38,8   | 76,9 | 4,00    | 1,71    | 1,51   | 0,49   | 9,66   |
| 2019-2020 | Gardner-Webb | 30     | 29     | 32,2   | 44,4  | 41,1   | 84,5 | 4,70    | 1,20    | 1,70   | 0,43   | 13,50  |
| 2020-2021 | Xavier       | 16     | 16     | 30,9   | 42,9  | 45,2   | 80,0 | 4,19    | 1,69    | 1,19   | 0,06   | 11,38  |
| 2021-2022 | Xavier       | 32     | 31     | 28,2   | 39,7  | 37,5   | 77,4 | 2,59    | 1,22    | 0,78   | 0,41   | 10,28  |
| Carrière  | Carrière     | 126    | 111    | 28,4   | 42,7  | 38,9   | 79,0 | 3,56    | 1,40    | 1,22   | 0,39   | 10,31  |